# Aubercourt
Aubercourt település Franciaországban, Somme megyében. Lakosainak száma 72 fő (2022. január 1.). Aubercourt Villers-Bretonneux, Démuin, Ignaucourt és Marcelcave községekkel határos.

## Népesség
A település népességének változása:
| Lakosok száma | 88   | 88   | 85   | 81   | 80   | 78   | 77   | 74   | 72   |
|               | 2013 | 2015 | 2016 | 2017 | 2018 | 2019 | 2020 | 2021 | 2022 |